# 6899 Ненсішабо
6899 Ненсішабо (6899 Nancychabot) — астероїд головного поясу, відкритий 14 вересня 1988 року.
Тіссеранів параметр щодо Юпітера — 3,277.